# Shleep
Shleep es el sexto álbum de estudio del compositor inglés Robert Wyatt.

## Lista de canciones
1. "Heaps of Sheeps"  – 4:56
2. "The Duchess" (Wyatt) – 4:18
3. "Maryan" (Wyatt, Philip Catherine) – 6:11
4. "Was a Friend" (Wyatt, Hugh Hopper) – 6:09
5. "Free Will and Testament" (Wyatt, Mark Kramer) – 4:13
6. "September the Ninth"  – 6:41
7. "Alien"  – 6:47
8. "Out of Season"  – 2:32
9. "A Sunday in Madrid"  – 4:41
10. "Blues in Bob Minor" (Wyatt) – 5:46
11. "The Whole Point of No Return" (Paul Weller) – 1:25
12. "September in the Rain" (bonus re-release track)  – 2:31